# Чељабинска област
Чељабинска област (рус. Челябинская область) је конститутивни субјект Руске Федерације са статусом области на простору Уралског федералног округа у азијском делу Русије.
Административни центар области је град Чељабинск.

## Етимологија
Област носи име по административном центру, граду Чељабинску. Град је основан 1736. године на месту где је већ постојало село са именом Челеби, по ком је и град добио име.
Већина етимолога сматра да име овог села потиче од турске речи челеби, која значи „племенит”, „образован (човек)”. Постоје и теорије које топоним повезују за башкирском речи сељаба — „кашика”.

## Становништво
| 1989.     | 2002.     | 2010.     |
| --------- | --------- | --------- |
| 3.623.732 | 3,603,339 | 3,476,217 |